# Estación Baltazar Fidelis
La Estación Baltazar Fidélis es una estación del sistema de trenes metropolitanos perteneciente a la Línea 7-Rubí, ubicada en el municipio de Franco da Rocha, en la Región Metropolitana de São Paulo.

## Historia
La estación fue construida por la Estrada de Ferro Santos-Jundiaí, siendo inaugurada el 1 de septiembre de 1955 con el nombre de parada km 113. En el año 1975, la Rede Ferroviária Federal absorbe por completo a la Estrada de Ferro Santos-Jundiaí, y eleva a la entonces parada al estatus de estación, construyendo una nueva edificación. Luego, la estación es renombrada Baltazar Fidelis.
Después de pasar por las manos de la CBTU en los años 80, es transferida a la CPTM en 1992. En esa época se dieron muchos vandalismos y deterioros, siendo la estación Baltazar Fidelis reformada en 1997.

## Tabla
| Sigla | Estación         | Inauguración           | Integración               | Plataformas | Posición    | Comentarios                     |
| ----- | ---------------- | ---------------------- | ------------------------- | ----------- | ----------- | ------------------------------- |
| BFI   | Baltazar Fidelis | 1 de setiembre de 1955 | Bilhete Único de SPTrans. | Laterales   | Superficial | Estación construida por la EFSJ |